# Mikolas Josef
Mikolas Josef (Praag, 4 oktober 1995) is een Tsjechisch zanger.

## Biografie
Josef startte zijn muzikale carrière in 2015, en bracht dat jaar zijn eerste single uit. Zijn ouders zijn beide leraar Engels op het Anglické gymnázium, o.p.s. in Praag. In 2017 werd hij benaderd door de Tsjechische openbare omroep om zijn vaderland te vertegenwoordigen op het Eurovisiesongfestival 2017 met het lied My Turn maar weigerde dit voorstel echter omdat hij niet geloofde dat het bij hem paste. Een jaar later nam hij wel deel aan de Tsjechische nationale preselectie, die hij uiteindelijk won. Hierdoor mocht hij zijn vaderland vertegenwoordigen op het Eurovisiesongfestival 2018 in de Portugese hoofdstad Lissabon. Hij behaalde er 281 punten en werd zesde met het nummer Lie to me, wat de beste prestatie van het land tot nu toe is..